# 40. BAFTA-gála
A 40. BAFTA-gálát 1987-ben tartották, melynek keretében a Brit film- és televíziós akadémia az 1986. év legjobb filmjeit és alkotóit díjazta.

## Díjazottak és jelöltek
(a díjazottak félkövérrel vannak jelölve)

### Legjobb film
Szoba kilátással
- Hannah és nővérei
- A misszió
- Mona Lisa

### Legjobb idegen nyelvű film
Káosz (Ran) • Japán/Franciaország
- Betty Blue • Franciaország
- Ginger és Fred (Ginger e Fred) • Franciaország/Olaszország/Észak-Németország
- Otello (Mitt liv som hund) • Olaszország/Hollandia

### David Lean-díj a legjobb rendezésért
Woody Allen - Hannah és nővérei
- Roland Joffé - A misszió
- Neil Jordan - Mona Lisa
- James Ivory - Szoba kilátással

### Legjobb főszereplő
Bob Hoskins - Mona Lisa
- Paul Hogan - Krokodil Dundee
- Woody Allen - Hannah és nővérei
- Michael Caine - Hannah és nővérei

### Legjobb női főszereplő
Maggie Smith - Szoba kilátással
- Mia Farrow - Hannah és nővérei
- Meryl Streep - Távol Afrikától
- Cathy Tyson - Mona Lisa

### Legjobb férfi mellékszereplő
Ray McAnally - A misszió
- Klaus Maria Brandauer - Távol Afrikától
- Simon Callow - Szoba kilátással
- Denholm Elliott - Szoba kilátással

### Legjobb női mellékszereplő
Judi Dench - Szoba kilátással
- Rosanna Arquette - Lidérces órák
- Barbara Hershey - Hannah és nővérei
- Rosemary Leach - Szoba kilátással

### Legjobb adaptált forgatókönyv
Távol Afrikától - Kurt Luedtke
- Bíborszín - Menny Meyjes
- Szoba kilátással - Ruth Prawer Jhabvala
- Egy kisebb isten gyermekei - Hesper Anderson, Mark Medoff
- Káosz - Kuroszava Akira, Hideo Oguni, Masato Ide

### Legjobb eredeti forgatókönyv
Hannah és nővérei - Woody Allen
- A misszió - Robert Bolt
- Mona Lisa - David Leland, Neil Jordan
- Krokodil Dundee - Paul Hogan, Ken Shadie, John Cornell

### Legjobb operatőri munka
Távol Afrikától
- A misszió
- Káosz
- Szoba kilátással

### Legjobb jelmez
Szoba kilátással
- Káosz
- A misszió
- Távol Afrikától

### Legjobb vágás
A misszió
- Szoba kilátással
- Mona Lisa
- Hannah és nővérei

### Legjobb smink
Káosz
- A bolygó neve: Halál
- Sid és Nancy
- Álomgyermek

### Anthony Asquith-díj a legjobb filmzenének
A misszió - Ennio Morricone
- Jazz Párizsban - Herbie Hancock
- Távol Afrikától - John Barry
- Szoba kilátással - Richard Robbins

### Legjobb díszlet
Szoba kilátással
- A bolygó neve: Halál
- A misszió
- Káosz

### Legjobb hang
Távol Afrikától
- Szoba kilátással
- A misszió
- A bolygó neve: Halál

### Legjobb vizuális effektek
A bolygó neve: Halál
- Fantasztikus labirintus
- Álomgyermek
- A misszió